# Joseph-Hugues Fabisch
Joseph Hugues Fabisch, właściwie Józef Hugo Fabiś (ur. 19 marca 1812 w Aix-en-Provence, zm. 7 września 1886 w Lyonie) – francuski rzeźbiarz polskiego pochodzenia, profesor Akademia Sztuk Pięknych w Lyonie, autor figury Matki Bożej z Lourdes i wielu dzieł, głównie o tematyce religijnej.
Syn polskiego tkacza Karola Fabisia z Andrychowa, który wyemigrował do Francji, oraz Franciszki Agaty z domu Salen z Eguilles. Ukończył Akademię Sztuk Pięknych w rodzinnym mieście jako uczeń Simona Saint-Jeana. Później był nauczycielem w Akademii Sztuk Pięknych w Lyonie. Rzeźbił głównie w marmurze.

## Realizacje
Wśród jego wielu dokonań artystycznych (rzeźby, popiersia, płaskorzeźby, a nawet obrazy) największą sławę przyniosły mu realizacje o charakterze sakralnym. Najbardziej znane:
- rzeźba Najświętszej Marii Panny w sanktuarium w Lourdes (1864),
- Pietà w kaplicy Hotel-Dieu w Lyonie (1853),
- złoty posąg Maryi na szczycie kaplicy Bazyliki Notre-Dame de Fourvière w Lyonie (1852),
- rzeźba Beatrycze w Muzeum Sztuk Pięknych w Lyonie (1854),
- rzeźba „Córka Jeftego” z Muzeum Granet w Aix-en-Provence (1856),
- Madonna z kościoła św. Polikarpa z Lyonu (1851),
- kaplica rodziny Ausias na cmentarzu Loyasse w Lyonie (1885)[4].

## Odznaczenia
W uznaniu zasług papież Leon XIII ustanowił artystę Kawalerem Orderu Świętego Grzegorza Wielkiego. Otrzymał też złoty medal za figurę „Rebeka”.